# Imperfekt
Imperfekt, imperfektum (lat. "oavslutat"), ett tempus för dåtida oavslutade handlingar. Imperfekt berättar vad någon gjorde, eller något som hände. Begreppet kommer från latinundervisningen och användes tidigare för preteritum i svenska, men anses numera felaktigt eftersom svenska språket inte har olika verbböjningar för avslutade och oavslutade handlingar i det förflutna. En sådan åtskillnad försvann hos språkets föregångare redan före urgermansk tid. Hos de romanska språken är dock imperfekt en högst levande böjningsform och även i de slaviska språken.